# Clyde Fitch
Pour les articles homonymes, voir Fitch.
William Clyde Fitch, né le 2 mai 1865 à Elmira, dans l'État de New York, et mort le 4 septembre 1909 à Châlons-en-Champagne, est un dramaturge américain.
On lui doit plus de soixante pièces de théâtre, dont trente-six originales, allant de comédies sociales et de farces au mélodrame et aux drames historiques. Sa première pièce, Beau Brummel (1890), eut un réel succès.
Sa pièce A Southern Cinderella a été adaptée au cinéma en 1913 par Burton L. King sous le titre A Southern Cinderella. Il est aussi l'auteur de The Moth and the Flame qui a été portée au cinéma en 1915 pour Famous Players par Sidney Olcott sous le même titre, et de Barbara Frietchie adaptée au cinéma en 1915 et en 1924.